# Ernst Pistulla
Ernst Pistulla   (Goslar, 28 de novembre de 1906 - Berlín, 3 de març de 1945) va ser un boxejador alemany que va competir durant les dècades de 1920 i 1930. Va morir lluitant a Rússia durant la Segona Guerra Mundial.
El 1928 va prendre part en els Jocs Olímpics d'Amsterdam, on guanyà la medalla de plata de la categoria del pes semipesant, en perdre la final contra Víctor Avendaño.
Com a professional, entre 1929 i 1935, va disputar 41 combats, amb un balanç de 28 victòries, 7 derrotes i 6 combats nuls.